# Agence de l'eau Adour-Garonne
L'agence de l'eau Adour-Garonne est l'une des six agences françaises chargées de la lutte contre la pollution et de la protection des milieux aquatiques. Elle exerce ses missions sur le territoire du bassin versant Adour-Garonne.

## Organisation
Créée par la loi sur l’eau de 1964, l’agence de l’eau Adour-Garonne est un établissement public à caractère administratif de l’État, placé sous la tutelle de la direction de l'eau du ministère chargé de l'Environnement et possède la personnalité civile et l'autonomie financière. Elle a pour missions de lutter contre la pollution et de protéger l’eau et les milieux aquatiques.
Il existe en France six agences de l'eau. Dotées de la personnalité civile et de l'autonomie financière, elles sont placées sous double tutelle : celle du ministère du Développement durable et celle du ministère des Finances.

### Conseil d'administration
Le conseil d'administration de l'agence pilote son activité. Le directeur général assure le management général de l'établissement. Il détermine son organisation, gère ses ressources et contrôle ses résultats et sa gestion. Il est composé de :
- 11 représentants des collectivités territoriales ;
- 11 représentants des usagers ;
- 27 représentants de l'État et de ses établissements publics ;
- 1 représentant du personnel ;
- 1 président.

### Services
L'agence comprend, sous la direction d'un directeur général, d'un directeur général adjoint et d'un secrétariat général :
- des services administratifs : appui prospective et international - communication, information, documentation - gestion des infrastructures modernisation innovations technologiques - ressources humaines ;
- des services destinés à la gestion de l'eau : ressources en eau et milieux aquatiques - services publics de l'eau et des entreprises - connaissance et système d'information ;
- des services territoriaux sous forme de trois délégations de l'agence[4],[5] :
  - la délégation Atlantique-Dordogne (départements 15-16-17-19-23-24-33-47-63-79-86-87) qui comprend deux unités territoriales dont les sièges sont respectivement à Bordeaux (Gironde) et Saint-Pantaléon-de-Larche (Corrèze) ;
  - la délégation Adour et côtiers (départements 40-64-65) dont le siège est à Pau (Pyrénées-Atlantiques) ;
  - la délégation Garonne Amont (départements 09-11-12-30-31-32 34-46-48-81-82) qui comprend deux unités territoriales dont les sièges sont respectivement à Rodez (Aveyron) et Toulouse (Haute-Garonne).

## Liens avec le comité de bassin
Le comité de bassin Adour-Garonne est une instance de concertation qui regroupe différents acteurs, publics ou privés, agissant dans le domaine de l’eau : collectivités, État, usagers, personnes qualifiées, milieux socioprofessionnels et le préfet coordonnateur de bassin. Il a pour missions :
- d’élaborer le SDAGE ;
- de définir la politique de gestion de la ressource et de protection des milieux naturels ;
- de donner un avis sur les grands aménagements ;
- d’orienter les politiques d’intervention de l'agence de l’eau.

Le comité de bassin Adour-Garonne comprend 135 membres, élus ou désignés pour 6 ans, selon des modalités définies par des textes réglementaires. Le mandat des membres du 9e Comité court de juillet 2014 à juillet 2020. Il est réparti en trois collèges : 54 représentants des collectivités territoriales, 54 représentants des usagers et des personnes qualifiés et 27 représentants de l'État et de ses établissements publics,.

## Missions et orientations
L'Agence de l'eau Adour-Garonne a pour mission de contribuer à la connaissance et au suivi des milieux, à la gestion équilibrée de la ressource en eau et de tous les milieux aquatiques en apportant des aides financières et un soutien technique.
Le 11e programme de l'Agence de l'eau Adour-Garonne couvre la période 2019 à 2024. Il retient trois priorités : la reconquête de la qualité des eaux superficielles et souterraines, une solidarité réaffirmée envers les territoires ruraux et l'adaptation au changement climatique.
L'objectif de reconquête du bon état des eaux mobilise 84 % des aides. Sur le bassin, qui compte 120 000 km de rivières, 55 % environ des masses d'eau ne sont pas en bon état. Notamment, 800 d'entre elles, sur 3 000, sont affectées par des pollutions domestiques.

## Territoire
L’agence de l'eau Adour-Garonne rassemble 280 agents répartis sur l’ensemble du bassin hydrographique de 130 000 km de cours d'eau, ce qui représente un tiers des cours d’eau français. Son siège est implanté à Toulouse, tandis que cinq délégations régionales (Bordeaux, Brive-la-Gaillarde, Pau, Rodez et Toulouse) lui permettent d'être plus proche du terrain et des partenaires locaux.

## Prospective
Chaque bassin dispose d’une autonomie programmatique pour préparer l’avenir et établir des études prospectives. Concernant le bassin Adour-Garonne, l’agence de l’eau Adour-Garonne a commandé en 2010 l’étude Garonne 2050 qui a été présentée en 2013. À l’horizon 2050, les débits naturels d’étiage seront réduits de moitié pour le bassin de la Garonne, territoire par ailleurs à la fois très agricole et très attractif d’un point de vue démographique. À partir de ces constats, trois scénarios, en fonction des choix que feront les gestionnaires de la ressource, ont été présentés au comité de bassin en décembre 2015 : le laisser-faire, une compensation totale des effets du changement climatique, une compensation partielle.